# أحمد بن عبد الله السنان
أحمد بن عبد الله السنان (29 ديسمبر 1895 - 1 سبتمبر 1970) فقيه وعالم غموضي سعودي في القرن العشرين الميلادي/الرابع عشر الهجري. ولد في القطيف، ودرس في النجف وحضر على أبي القاسم الخوئي. رجع إلى بلاده قائماً بوظائفة الشرعية، وكان له ولع بالعلوم الرياضية والغريبة (غموضيات).
توفي في كربلاء زائراً. مؤلفاته كلها مخطوطة منها: تاج الجمال لأهل الكمال في علم الجفر وسلم الوصول إلى علم الرمل وشرح التهذيب في المنطق للتفتازاني وكشف الحال في علم الفال. 

## سيرته
ولد أحمد بن عبد الله بن علي بن راشد السنان الحميري القطيفي في القطيف 13 رجب سنة 1313/ 29 ديسمبر 1895 ونشأ بها. قرأ المقدّمات الأدبية والشرعية على محمّد حسين آل عبد الجبار والشيخ حسين القديحي ومحمّد عليّ النهاش ومحمّد صالح المبارك ومحمّد عليّ الخنيزي، ثمّ حضر الأبحاث العالية في الفقه الجعفري على أبي الحسن الخنيزي وعليّ الجشي، بعدها هاجر إلى العراق وسكن النجف وحضر على أبي القاسم الخوئي والسيّد باقر الشخص.

رجع إلى بلاده قائماً بوظائفة الشرعية، إلاّ أنّه ترك الاشتغال بالعلم لأسباب اقتصادية، وكان له ولع بالعلوم الرياضية والغريبة (غموضيات).
توفي في كربلاء زائراً 1 رجب سنة 1390/ 1 سبتمبر 1970 ونقل إلى النجف ودفن في العتبة العلوية بالصحن الشريف قريباً من كيشوانية آل شمسة.

## مؤلفاته
- تاج الجمال لأهل الكمال في علم الجفر.
- سلم الوصول إلى علم الرمل.
- شرح التهذيب في المنطق للتفتازاني.
- كشف الحال في علم الفال.
- مقتبس علم الرمل.
- منية الطالب في نيل المطالب: في معرفة الحجر والزجاج وجملة من أصباغه

وغيرها ممّا هو مخطوط.